# Ihor Oboljens'kyj
Ihor Heorhijovyč Oboljens'kyj (in ucraino Ігор Георгійович Оболєнський?; nome di battaglia "Корнет", "Kornet"; ...) è un militare ucraino, comandante del 2º Corpo d'armata "Chartija" della Guardia nazionale dell'Ucraina.

## Biografia
Si è laureato presso l'Istituto militare delle Forze missilistiche e di artiglieria "Bohdan Chmel'nyc'kyj" di Sumy. Successivamente ha ottenuto una laurea magistrale in giurisprudenza e agronomia, ricoprendo posizioni dirigenziali e manageriali in aziende commerciali.
Nel 2014, in seguito allo scoppio della guerra del Donbass, Oboljens'kyj ha prestato servizio in un reparto di artiglieria delle Forze armate ucraine e nel Centro operazioni speciali "Omega" della Guardia nazionale dell'Ucraina, prendendo parte ai combattimenti per Kramators'k e Slov'jans'k. Nel 2017 è stato nominato comandante del 1º Battaglione della 4ª Brigata di reazione rapida. In seguito è diventato il vice comandante della brigata. Nel 2019 si è ritirato dal servizio militare per tornare a lavorare nel settore agricolo e commerciale.
Con l'inizio dell'invasione russa dell'Ucraina del 2022 è ritornato al fronte. Il 20 marzo 2023 è stato nominato comandante della 13ª Brigata operativa "Chartija". Il 15 aprile 2025 la Brigata "Chartija", la Brigata "Rubiž" e la Brigata "Spartan" sono state incluse nel nuovo 2º Corpo d'armata della Guardia Nazionale, e Oboljens'kyj ne ha assunto il comando.